# Pilar Campoy
Pilar Campoy, född den 6 oktober 1990, är en argentinsk landhockeyspelare.

## Karriär
Pilar Campoy ingick i det argentinska lag som tog brons i landhockey vid OS 2024.